# 굿모닝 팝스
《굿모닝 팝스》는 KBS 쿨FM(수도권 FM 89.1MHz)과 KBS 해피FM(전국, 수도권 기준 FM 106.1MHz, AM 603kHz)에서 방송되었던 영어 에듀테인먼트 프로그램이다. 방송시간은 매일 아침 6시부터 아침 7시까지이다.
교재는 월간 굿모닝팝스 책이며, 오프라인 서점 및 인터넷 서점에서 구매하거나 한국방송출판에서 정기 구독할 수 있다. 실시간 생방송을 놓친 이들을 위해 MP3 파일 다운로드 서비스도 제공하였다.

## 역대 방송시간
| 방송 채널              | 방송 기간                                                        | 방송 시간                                                      | 방송 분량 | 비고                          |
| ---------------------- | ---------------------------------------------------------------- | -------------------------------------------------------------- | --------- | ----------------------------- |
| KBS 쿨FM KBS 제3라디오 | 1988년 2월 1일 ~ 2017년 2월 5일 2000년 11월 6일 ~ 2001년 4월 8일 | 매일 아침 6:00 ~ 아침 7:00 매일 아침 7:00 ~ 아침 8:00 (재방송) | 1시간     |                               |
| KBS 쿨FM KBS 해피FM    | 2017년 2월 6일 ~ 2024년 6월 30일                                 | 매일 아침 6:00 ~ 아침 7:00                                     | 1시간     |                               |
| KBS 쿨FM KBS 해피FM    | 2024년 7월 1일 ~ 현재                                            | -                                                              | 15분      | 《상쾌한 아침》 코너에 편입됨 |

## 역사
1988년 서울 올림픽을 계기로 하여, 같은 해 2월 1일에 첫 방송이 시작되었다. 진행은 곽영일이 맡았는데, 당시에는 별도의 교재가 없었고 인쇄물을 제작하여 배포하는 방식을 취하였다. 그러다가 1990년 10월에 진행자가 오성식으로 교체되었다.
1991년 9월에 그동안 별도의 인쇄물을 배포하던 방식에서 교재를 발간하는 방식으로 변경하였는데, 이러한 목적으로 격월간지 굿모닝 팝스를 창간하였으며, 1992년에는 격월간지 굿모닝 팝스를 월간지로 변경하였고, 1994년 6월에는 굿모닝 팝스 점자책을 발간하였다.
2000년 3월에는 진행자가 이지영, 존 발렌타인으로 변경되었으며, 2007년 7월에 이지영이 학력 위조 논란에 휘말려 결국 방송에서 하차하게 되었고, 이근철, 김기훈, 김경선 등이 돌아가면서 임시체제로 진행하였고, 그 중에서 청취자들로부터 가장 좋은 평가를 받은 이근철이 8월 6일부터 존 발렌타인과 함께 정식으로 DJ를 맡게 되었고 2017년 2월 5일까지 진행했다.
뒤 이어 2017년 2월 6일부터 2018년 6월 3일까지는 레이나가 진행했고, 2018년 6월 4일부터 2020년 1월 5일까지는 조승연이 진행했으며, 2020년 1월 6일부터 영어강사 겸 가수 조정현이 진행하였다. 2024년 6월 30일 자로 36년 만에 종방되었으며, 후속은 2024년 7월 1일부터 《상쾌한 아침》 확대 편성되고, 평일 굿모닝 팝스 코너로 만나게 된다.

## 코너
- Screen English (월~목) - 인기 영화 속 명장면과 명대사! 그리고 그 너머에 있는 영어 인문학까지 한꺼번에 만날 수 있는 시간! 영어 표현 익히면서 문화의 폭까지 동시에 넓혀봅니다. with 방송인 Chris
- Pops English (월~목) - 팝 가사 속에 담긴 영어 표현과 문화 이야기! 음악 감상하면서 편하게 즐겨보세요.
- Smarty Witty English (월~목) - 오늘의 구문
- Tongue Tongue English (월~목)
- Friday News Pick (금) - 전 세계 곳곳의 소식들을 통해서 시사 상식을 공부하고, 영어 표현까지 동시에 익혀보는 시간! with 방송인 Walter Lee
- Ordinary or Extraordinary - 평범함과 비범함을 두루 갖춘 다양한 인물을 만나는 시간! with 방송인 Peter Bint
- 금요일은 퀴즈 데이 Morning brain exercises (금)
- Pops English Special Edition (토) - 평일에 만났던 Pops English 팝 이야기를 심도 깊게 다시 만나봅니다. 라이브 공연도 함께 즐길 수 있는 유쾌한 시간! with 싱어송라이터 Ben Akers
- Q & A (토) - 한 주 동안 쌓인 GMP 가족들의 영어에 대한 질문과 호기심을 시원하게 해결해 드립니다.
- 로라의 스크랩북 (토) - 오감만족 리딩쇼! 영어로 된 모든 것을 읽어드립니다. 해외 직구 사이트의 문구? 전자제품 사용설명서의 문구? 유적지에 있는 표지판? 혼자서는 절~대 읽을 것 같지 않은 영어 문구들을 읽어보고 최대한 쉽게 해석해드립니다.

## 논란
- 2007년부터 존 발렌타인과 공동으로 진행을 하던 이근철이 갑작스럽게 2017년에 하차했다.

## 특이 사항
- KBS 3라디오에서 2000년 11월 6일부터 2001년 4월 8일까지 "굿모닝 팝스"를 매일 아침 7시부터 아침 8시까지 재방송을 한 적이 있었다.

## 같이 보기
- 영어
- 에듀테인먼트